# Ron Leibman
Ron Leibman, född 11 oktober 1937 i New York, död där den 6 december 2019, var en amerikansk skådespelare. Leibman medverkade bland annat i Var är poppa? sa käringen (1970), Fyra smarta bovar (1972) och Norma Rae (1979). Han gjorde även rösten till Ron Cadillac i den animerade serien Archer (2013–2016) och spelade Rachels pappa, Dr. Leonard Green, i sitcomserien Vänner (1996–2004).

## Filmografi i urval
- 1970 – Var är poppa? sa käringen
- 1972 – Fyra smarta bovar
- 1972 – Slakthus 5
- 1979 – Norma Rae
- 1981 – Zorro: The Gay Blade
- 1984 – Rhinestone
- 1988 – Sju timmar till rättvisa
- 1990–1992 – Mord och inga visor (TV-serie)
- 1991–1992 – Spana in Bob (TV-serie)
- 1992 – Lagens fiskar (TV-serie)
- 1995–2000 – I lagens namn (TV-serie)
- 1996 – Rugrats (TV-serie)
- 1996–2004 – Vänner (TV-serie)
- 2001 – Law & Order: Special Victims Unit (TV-serie)
- 2003 – Advokaterna (TV-serie)
- 2004 – Garden State
- 2006 – Sopranos (TV-serie)
- 2013–2016 – Archer (TV-serie)